# Luis Antonio Rodríguez
Luis Antonio Rodríguez (født 4. marts 1985 i Necochea) er en argentinsk professionel fodboldspiller. Han har tidligere spillet i FC Sheriff Tiraspol, Djurgårdens IF og AaB, og nu spiller han for Hammarby IF. Hans position på banen er venstre back.
Han var til prøvetræning tre gange i AaB, før han i 2011 skrev under på en to-årig aftale med klubben.